# Fondos Marinos de Bahía de Cádiz
Fondos Marinos de Bahía de Cádiz este o arie protejată (arie specială de conservare — SAC, sit de importanță comunitară — SCI) din Spania întinsă pe o suprafață de 7.035,42 ha, integral marine.

## Localizare
Centrul sitului Fondos Marinos de Bahía de Cádiz este situat la coordonatele 36°33′47″N 6°16′29″W / 36.5631°N 6.2746°V.

## Înființare
Situl Fondos Marinos de Bahía de Cádiz a fost declarat sit de importanță comunitară în ianuarie 2001 pentru a proteja 1 specie de plante și 18 specii de animale. Situl a fost protejat și ca arie specială de conservare în august 2015.

## Biodiversitate
Situată în ecoregiunile marină Atlantică și mediteraneană, aria protejată conține 5 habitate naturale: Recifuri, Bancuri de nisip acoperite în permanență slab de apă marină, Golfuri mici largi și golfuri puțin adânci, Estuare, Terase mlăștinoase și terase nisipoase neacoperite de apă la reflux.
La baza desemnării sitului se află mai multe specii protejate:
- plante (1): Limonium lanceolatum
- păsări (15): fugaci de țărm (Calidris alpina), prundăraș de sărătură (Charadrius alexandrinus), chirichița cu obraz alb (Chlidonias hybrida), chirighiță neagră (Chlidonias niger), barză neagră (Ciconia nigra), erete de stuf (Circus aeruginosus), piciorong (Himantopus himantopus), Larus audouinii, pescăruș-cu-cap-negru (Larus melanocephalus), vultur pescar (Pandion haliaetus), Phalacrocorax aristotelis aristotelis, lopătar (Platalea leucorodia), chiră de baltă (Sterna hirundo), chiră mică (Sternula albifrons), chiră de mare (Thalasseus sandvicensis)
- mamifere (1): marsuin (Phocoena phocoena)
- pești (1): Petromyzon marinus
- reptile (1): Caretta caretta

Pe lângă speciile protejate, pe teritoriul sitului au mai fost identificate 4 specii de plante, 1 specie de păsări, 2 specii de mamifere, 14 specii de nevertebrate.